# قرية ستيرلنغ الزراعية
قرية ستيرلنغ الزراعية (بالإنجليزية: Stirling Agricultural Village) هي موقع تاريخي يقع في بلدة ستيرلنغ في مقاطعة ألبرتا، كندا. تم تصنيفها كموقع تاريخي وطني لكندا في 22 يونيو 1989، نظرًا لكونها أفضل نموذج محفوظ لقرية زراعية أقامها المستوطنون المورمون في البلاد.

## الأهمية التاريخية
تمثل قرية ستيرلنغ الزراعية مثالًا فريدًا على تخطيط وتنظيم القرى الزراعية وفق نمط المستوطنين المورمون، الذين استقروا في غرب كندا خلال أواخر القرن التاسع عشر. وقد احتُفظ بالبنية الأصلية للقرية إلى حد كبير، ما يمنحها قيمة تراثية وثقافية مميزة.

## المَعالم البارزة

### مزرعة ميشلسن
تُعد مزرعة ميشلسن النقطة المحورية التاريخية في القرية، وقد خضعت لعملية ترميم شاملة وأصبحت الآن متحفًا مفتوحًا للجمهور. أُدرجت المزرعة كموقع تاريخي إقليمي عام 2001، وتُوفر رؤية واضحة للحياة الزراعية في أوائل القرن العشرين.

### متنزه غالت للسكك الحديدية التاريخي
متنزه غالت للسكك الحديدية التاريخي (Galt Historic Railway Park) من أبرز المعالم الأخرى في القرية، والذي يعرض محطة قطار تعود إلى عام 1890 تم نقلها من كندا إلى هذا الموقع. يقدم المتحف معروضات حول تاريخ النقل بالسكك الحديدية في المنطقة، ويستقطب الزوار المهتمين بالتراث الصناعي.

## السياحة والتعليم
تستقبل قرية ستيرلنغ الزراعية زوارًا من مختلف أنحاء كندا وخارجها، خاصةً المهتمين بالتاريخ الزراعي، والاستيطان الديني، والتخطيط المدني التقليدي. تُستخدم بعض مرافقها في ورش عمل تعليمية ومهرجانات تراثية على مدار العام.